# 1900年パリオリンピックの陸上競技
1900年パリオリンピックの陸上競技（1900ねんパリオリンピックのりくじょうきょうぎ）は、1900年7月14日、15日、16日、19日、22日の競技日程で実施された。

## 概要
今大会も男子のみ23種目が実施された。

## 競技結果
| 種目              | 金 | 金        | 銀 | 銀        | 銅                                                | 銅        |
| ----------------- | --- | --------- | --- | --------- | ------------------------------------------------- | --------- |
| 60m 詳細          | アルビン・クレンツレーン アメリカ合衆国 (USA)                                                                   | 7秒0      | ジョン・テュークスベリー アメリカ合衆国 (USA)                                                                         | 7秒1      | スタンリー・ローリー オーストラリア (AUS)         | 7秒2      |
| 100m 詳細         | フランク・ジャービス アメリカ合衆国 (USA)                                                                       | 11秒0     | ジョン・テュークスベリー アメリカ合衆国 (USA)                                                                         | 11秒1     | スタンリー・ローリー オーストラリア (AUS)         | 11秒2     |
| 200m 詳細         | ジョン・テュークスベリー アメリカ合衆国 (USA)                                                                   | 22秒2     | ノーマン・プリチャード インド (IND)                                                                                   | 22秒8     | スタンリー・ローリー オーストラリア (AUS)         | 22秒9     |
| 400m 詳細         | マキシー・ロング アメリカ合衆国 (USA)                                                                           | 49秒4     | ウィリアム・ホランド アメリカ合衆国 (USA)                                                                             | 49秒6     | エルンスト・シュルツ デンマーク (DEN)             | 51秒5     |
| 800m 詳細         | アルフレッド・タイソー イギリス (GBR)                                                                           | 2分01秒2  | ジョン・クリーガン アメリカ合衆国 (USA)                                                                               | 2分03秒0  | デビッド・ホール アメリカ合衆国 (USA)             | 2分28秒0  |
| 1500m 詳細        | チャールズ・ベネット イギリス (GBR)                                                                             | 4分06秒2  | アンリ・デロージュ フランス (FRA)                                                                                     | 4分06秒6  | ジョン・ブレイ アメリカ合衆国 (USA)               | 4分07秒2  |
| マラソン 詳細     | ミシェル・テアト フランス (FRA)                                                                                 | 2:59:45   | エミール・シャンピオン フランス (FRA)                                                                                 | 3:04:17   | エルンスト・ファスト スウェーデン (SWE)           | 3:37:14   |
| 110mハードル 詳細 | アルビン・クレンツレーン アメリカ合衆国 (USA)                                                                   | 15秒4     | ジョン・マクリーン アメリカ合衆国 (USA)                                                                               | 15秒5     | フレッド・モロニー アメリカ合衆国 (USA)           | 15秒6     |
| 200mハードル 詳細 | アルビン・クレンツレーン アメリカ合衆国 (USA)                                                                   | 25秒4     | ノーマン・プリチャード インド (IND)                                                                                   | 26秒6     | ジョン・テュークスベリー アメリカ合衆国 (USA)     |           |
| 400mハードル 詳細 | ジョン・テュークスベリー アメリカ合衆国 (USA)                                                                   | 57秒6     | アンリ・トーザン フランス (FRA)                                                                                       | 58秒3     | ジョージ・オートン カナダ (CAN)                   | 58秒8     |
| 2500m障害 詳細    | ジョージ・オートン カナダ (CAN)                                                                                 | 7分34秒4  | シドニー・ロビンソン イギリス (GBR)                                                                                   | 7分35秒8  | ジャック・シャスタニエ フランス (FRA)             | 7分42秒0  |
| 4000m障害 詳細    | ジョン・リマー イギリス (GBR)                                                                                   | 12分58秒4 | チャールズ・ベネット イギリス (GBR)                                                                                   | 12分58秒6 | シドニー・ロビンソン イギリス (GBR)               | 12分58秒8 |
| 5000m団体 詳細    | 混合チーム チャールズ・ベネット ジョン・リマー シドニー・ロビンソン アルフレッド・タイソー スタンリー・ローリー | 26点      | フランス アンリ・デロージュ ガストン・ラグノー ジャック・シャスタニエ アンドレ・カスタネ アルベール・シャンプードリー | 29点      | 該当チームなし                                    |           |
| 走高跳 詳細       | アーヴィング・バクスター アメリカ合衆国 (USA)                                                                   | 1m90cm    | パトリック・リー イギリス (GBR)                                                                                       | 1m78cm    | ジェンツィ・ラヨス ハンガリー (HUN)               | 1m75cm    |
| 棒高跳 詳細       | アーヴィング・バクスター アメリカ合衆国 (USA)                                                                   | 3m30cm    | メレディス・コルケット アメリカ合衆国 (USA)                                                                           | 3m25cm    | カール・アルベルト・アンデルセン ノルウェー (NOR) | 3m20cm    |
| 走り幅跳 詳細     | アルビン・クレンツレーン アメリカ合衆国 (USA)                                                                   | 7m18cm    | マイヤー・プリンスタイン アメリカ合衆国 (USA)                                                                         | 7m17cm    | パトリック・リー イギリス (GBR)                   | 6m95cm    |
| 三段跳 詳細       | マイヤー・プリンスタイン アメリカ合衆国 (USA)                                                                   | 14m47cm   | ジェームズ・コノリー アメリカ合衆国 (USA)                                                                             | 13m97cm   | ルイス・シェルドン アメリカ合衆国 (USA)           | 13m64cm   |
| 立ち高跳び 詳細   | レイ・ユーリー アメリカ合衆国 (USA)                                                                             | 1m65cm    | アーヴィング・バクスター アメリカ合衆国 (USA)                                                                         | 1m52cm    | ルイス・シェルドン アメリカ合衆国 (USA)           | 1m50cm    |
| 立ち幅跳び 詳細   | レイ・ユーリー アメリカ合衆国 (USA)                                                                             | 3m20cm    | アーヴィング・バクスター アメリカ合衆国 (USA)                                                                         | 3m13cm    | エミール・トルシェブーフ フランス (FRA)           | 3m02cm    |
| 立ち三段跳び 詳細 | レイ・ユーリー アメリカ合衆国 (USA)                                                                             | 10m58cm   | アーヴィング・バクスター アメリカ合衆国 (USA)                                                                         | 9m96cm    | ロバート・ギャレット アメリカ合衆国 (USA)         | 9m50cm    |
| 砲丸投 詳細       | リチャード・シェルドン アメリカ合衆国 (USA)                                                                     | 14m10cm   | ジョサイア・マクラッケン アメリカ合衆国 (USA)                                                                         | 12m85cm   | ロバート・ギャレット アメリカ合衆国 (USA)         | 12m35cm   |
| 円盤投 詳細       | バウエル・ルドルフ ハンガリー (HUN)                                                                             | 36m03cm   | フランチシェク・ヤンダ・スゥク ボヘミア (BOH)                                                                         | 35m24cm   | リチャード・シェルドン アメリカ合衆国 (USA)       | 34m60cm   |
| ハンマー投 詳細   | ジョン・フラナガン アメリカ合衆国 (USA)                                                                         | 49m70cm   | トラクストン・ヘア アメリカ合衆国 (USA)                                                                               | 46m25cm   | ジョサイア・マクラッケン アメリカ合衆国 (USA)     | 42m45cm   |

## 各国メダル数
| 順 | 国・地域             | 金 | 銀 | 銅 | 計 |
| -- | -------------------- | -- | -- | -- | -- |
| 1  | アメリカ合衆国 (USA) | 16 | 13 | 10 | 39 |
| 2  | イギリス (GBR)       | 3  | 3  | 2  | 8  |
| 3  | フランス (FRA)       | 1  | 4  | 2  | 7  |
| 4  | カナダ (CAN)         | 1  | 0  | 1  | 2  |
| 4  | ハンガリー (HUN)     | 1  | 0  | 1  | 2  |
| 6  | 混合チーム (ZZX)     | 1  | 0  | 0  | 1  |
| 7  | インド (IND)         | 0  | 2  | 0  | 2  |
| 8  | ボヘミア (BOH)       | 0  | 1  | 0  | 1  |
| 9  | オーストラリア (AUS) | 0  | 0  | 3  | 3  |
| 10 | デンマーク (DEN)     | 0  | 0  | 1  | 1  |
| 10 | ノルウェー (NOR)     | 0  | 0  | 1  | 1  |
| 10 | スウェーデン (SWE)   | 0  | 0  | 1  | 1  |